# Cyathea divergens
Cyathea divergens är en ormbunkeart som beskrevs av Kze. Cyathea divergens ingår i släktet Cyathea och familjen Cyatheaceae. Utöver nominatformen finns också underarten C. d. tuerckheimii.